# Cervonovolodîmîrivka, Nova Odesa
Cervonovolodîmîrivka (în ucraineană Червоноволодимирівка) este un sat în comuna Voronțivka din raionul Nova Odesa, regiunea Mîkolaiiv, Ucraina.

## Demografie
Componența lingvistică a localității Cervonovolodîmîrivka
     Ucraineană (93,68%)
     Rusă (5,77%)
     Alte limbi (0,54%)
Conform recensământului din 2001, majoritatea populației localității Cervonovolodîmîrivka era vorbitoare de ucraineană (93,68%), existând în minoritate și vorbitori de rusă (5,77%).